# 랑고바르드 분국
랑고바르드 왕국 또는 롬바르드 왕국은 774년부터 962년까지 이탈리아에 존속한 카롤링거 왕조의 랑고바르드 왕국이었다. 774년 랑고바르드 왕국이 프랑크 왕국에 병합한 뒤 샤를마뉴는 781년 자신의 아들 피피노 카를로만을 롬바르드의 왕으로 봉했고, 이후 962년 오토 1세가 신성로마제국 황제의 제관을 받을 때까지 이탈리아는 롬바르드, 롬바르디아로 칭해졌다.

## 역대 군주
- 샤를마뉴 774년 - 781년
- 피피노 카를로만 781년 - 810년
- 베른하르트 814년 - 818년
- 루트비히 1세 818년 - 822년
- 로타르 1세 818년 - 855년
840년 - 855년 (아들 루트비히와 공동)
- 루트비히 2세 839년 - 875년
- 카를 2세 875년 - 877년
- 카를로만 3세 877년 - 880년
- 카를 3세 880년 - 888년
- 베렝가리오 1세 888년 - 924년

888년부터 933년까지, 여러 명이 서로 이탈리아의 왕위를 주장하였고 서로가 롬바르드의 왕 또는 롬바르디아의 왕이라고 칭하였다. 955년에 이탈리아의 왕권은 오토 1세에게 넘어갔다.
| - 귀도 (889년–894년) - 람베르토 (892년–898년) | - 아르놀포 (896년–899년) - 라톨드 (896년) | - 루이지 3세 맹인왕 (900년–905년) |

- 로돌포 (922년–933년)
- 우고 (924년–947년)
- 로타리오 3세 (947년–950년)
- 베렝가리오 2세 (950년–961년)
- 아달베르토 (950년–963년)

## 같이 보기
- 랑고바르드 왕국